# コルウス
コルウスまたはコルバス (corvus) は、共和政ローマ海軍の兵器の一種でガレー船に備え付けられた渡し板、もしくは梯子（架橋）のこと。「コルウス」はラテン語でカラスを意味し、そこから日本語訳ではカラスが使われることもある。カラスが餌を啄む姿に似ていることから、この名称が付けられた。
第一次ポエニ戦争でカルタゴ海軍に対抗するために作ったとされる。古代の海戦は、衝角を使った戦術など操船技術に強く依拠していた。海での戦いの経験が全くないに等しかったローマ海軍は、この兵器により、海戦を得意とする強力なカルタゴ海軍を打ち破ることができたといわれる。

コルウスの構造図

ポリュビオスによれば、コルウスとは幅1.2メートル、長さ10メートル程度の架橋（艦上桟橋）であり、滑車により通常は船体の甲板上に折りたたんである。架橋の先端には鋭い爪が下方に伸びており、海戦で船体がぶつかった時に滑車を使って架橋を降ろし、先端を敵船の甲板に打ち込ませて固定し乗務員が安全に敵船に乗り移ることができるようにした。ローマの軍団兵はカルタゴの兵士よりも白兵戦に長けていたので、コルウスによって不慣れな海戦でも有利な展開に持ち込むことができたという。
コルウスにも弱点があったとされている。総重量が1トン近くにもなり、船体の重量バランスが不均等になり、嵐などの場合、簡単に船が転覆した。ボーンバッカーによれば排水量250m3の船舶では安定性を失うとしている。実際に紀元前255年と紀元前249年に嵐により艦隊2つがほとんど全滅、また戦争を通じてローマの海軍も海戦に慣れてくるようになり、戦争末期には使われなくなった。